# Michel Chevron
Pour les articles homonymes, voir Chevron.
Michel Chevron, né le 27 novembre 1945 à Levroux, dans l'Indre, est un écrivain français, auteur de romans noirs.

## Biographie
Après des études techniques, il obtient un CAP d'ajusteur. Il est ouvrier d'usine de 1964 à 1969, puis devient professeur de mécanique dans un lycée professionnel parisien.
Après avoir écrit plusieurs nouvelles, il publie en 1993 son premier roman, Fille de sang, lauréat au 8e Festival du premier Roman de Chambéry en 1995. Pour Claude Mesplède, ce récit est « d'une noirceur d'encre ». 
Avec Les Purifiants, un roman publié en 1995, « le style rappelle (...) celui de Jean-Patrick Manchette ». 
En 1996, il fait paraître J'irai faire Kafka sur vos tombes, une aventure du Poulpe, qui relève plus du fantastique et, en 1998, Gavial poursuite, un récit de science-fiction.

## Œuvre

### Romans
- Fille de sang, Éditions Canaille, coll. « Coupes sombres » (1993), réédition Éditions Baleine, coll. « Canaille-revolver » (1996), réédition Éditions J'ai lu coll. « Librio » no 313 (1999), Éditions Thélème, cassettes audio, texte lu par Pierre Forest.
- Les Purifiants, Éditions Canaille, coll. « Canaille-revolver » (1995), réédition Éditions Baleine, coll. « Instantanés de polar » (1997),
- J'irai faire Kafka sur vos tombes, Éditions Baleine, coll. « Le Poulpe » (1996), réédition en livre illustré 6 pieds sous terre, cop. coll. « Céphalopode » no 7 (2001) illustration de Vincent Vanoli. Éditions Rowohlt Taschenbuch Verlag GmbH, Traduction allemande, titre : Und das Blut der anderen (Le sang des autres), (1998)
- Gavial poursuite, Éditions Baleine, coll. « Macno » no 5 (1998)
- La Femme en noir, Éditions Albin Michel, coll. « Le Furet enquête » no 11 (1999)
- Icône, Éditions Après la lune, (2010)
- Mother feeling, Éditions Serge Safran (2018)
- L'Éternité des massacres, Éditions Les Presses du Midi (2021)  (ISBN 978-2-8127-1268-5)

### Nouvelles
- Pas de quoi avoir peur, Éditions La Loupiote, Caïn no 7 (janvier 1991)
- Le Talent d'Achille, dans le recueil Crimes d'amour, Plan Calcule (1992)
- Cana-bis, Éditeur Stanzo, revue Drunk, hors série Noces de canailles (mai 1994)
- L'Agence Noé, dans le recueil Petites Nouvelles de l'Urubu, Éditions Urubu (1996)
- Chrysanthème, Revue 813 no 54 (janvier 1997)
- Poire d’angoisse, Éditions Les Travailleurs du Noir, La cambuse du noir (mars 1997)
- Vieille Momie, Délits d'encre, coll. « 10 p'tits noirs » (1997)
- Belleborgne, Éditions La Loupiote, Caïn hors-série no 3 Les Visiteurs du noir (1998)
- Comme des enfants, dans le recueil La Maison du bourreau, Éditions La Nouvelle Librairie, coll. « Fureur du noir » (1998)
- Le Respect du protocole, dans le recueil Haras, Éditions La Nouvelle Librairie, coll. « Fureur du noir » (1999)
- Les Sept Douleurs, Revue 813 no 73-73 (octobre 2000)
- La Cérémonie du départ, Éditions Les Visiteurs du Noir, dans le recueil Les grues se cassent pour mourir (2004)
- La Corde à 13 nœuds de Rodhodendron, dans le recueil Y'a pas de sots métiers !, Éditions Terre de Brume, coll. « Granit noir » no 46 (novembre 2010)
- Baby Blues, Éditions Parigramme, dans le recueil Paris Jour (2011)

## Sources
: document utilisé comme source pour la rédaction de cet article.
- Claude Mesplède (dir.), Dictionnaire des littératures policières, vol. 1 : A - I, Nantes, Joseph K, coll. « Temps noir », 2007, 1054 p. (ISBN 978-2-910-68644-4, OCLC 315873251), p. 419-420